# 喹诺酮
喹诺酮可以指：
- 泛指喹诺酮类药物。
- 2-喹诺酮
- 4-喹诺酮

|  | 这个同类索引页列出了具有相同或相似标题的化学条目。 除非您是有意链接至本页，否则应将相应条目的内部链接指向正确的条目。 |